# 780-ті
Раннє Середньовіччя. У Східній Римській імперії продовжувалося правління Костянтина VI при регентстві Ірини Афінської. Карл Великий правив Франкським королівством. Північна частина Апеннінського півострова належала Карлу Великому, Папа Римський управляв Римською областю, на південь від неї існувало кілька незалежних герцогств, Візантія зберігала за собою деякі території на півночі та півдні Італії. Більшу частину Піренейського півострова займав Кордовський емірат, на північному заході лежало християнське Астурійське королівство. В Англії тривав період гептархії. Центр Аварського каганату лежав у Паннонії. Існували слов'янські держави князівство Карантанія як васал Франкського королівства та Перше Болгарське царство.
В арабському халіфаті тривало правління Аббасидів, в Магрибі та Іспанії існували незалежні мусульманські держави. У Китаї продовжувалося правління династії Тан. Індія була роздроблена, почалося піднесення буддійської держави Пала. В Японії завершився період Нара. У степах між Азовським морем та Аралом існує Хозарський каганат. Степи на північ від Китаю займає Уйгурський каганат, тюрки мігрували на захід.
На території лісостепової України в VIII столітті виділяють пеньківську й празьку археологічні культури. У VIII столітті продовжилося швидке розселення слов'ян. У Північному Причорномор'ї співіснують різні кочові племена, зокрема булгари, хозари, алани, авари, тюрки.

## Події
- Король франків та лангобардів Карл Великий вів важкі Саксонські війни і розширив території Франкського королівства до Ельби. Карл анексував Баварське герцогство і Карантанію, як його васала, і захопив Істрію.
- Розпочалося Каролінзьке Відродження. Карл Великий почав запрошувати до себе визначних учених мужів: Алкуїна, Павла Диякона та інших.
- 787 року відбувся Другий Нікейський собор, який засудив іконоборство й встановив іконошанування.
- З 786 року Аббасидський халіфат очолив Гарун ар-Рашид.
- Понтифікат Папи Адріана I;